# Paller de Casa Bellita
El Paller de Casa Bellita és una obra de la Vall de Boí (Alta Ribagorça) inclosa a l'Inventari del Patrimoni Arquitectònic de Catalunya.

## Descripció
Construcció aïllada, amb accés a dos nivells, de tres plantes d'alçada. Els murs són de pedra del país reblats i sense arrebossat.
A la plana baixa hi ha les quadres on es feia caure l'herba del paller. Les dues plantes superiors pel mur de ponent tenen una gran obertura, de doble alçada, on són les encavallades protegides per costers de fusta. La coberta és de pissarra del país a quatre vessants. La resta d'obertures que hi ha als quatre murs és mínima.